# Ingalls (Kansas)
Ingalls es una ciudad ubicada en el condado de Gray en el estado estadounidense de Kansas. En el año 2010 tenía una población de 306 habitantes y una densidad poblacional de 437,14 personas por km².

## Geografía
Ingalls se encuentra ubicada en las coordenadas 37°49′48″N 100°27′14″O / 37.83000, -100.45389 (37.829932, -100.453844).

## Demografía
Según la Oficina del Censo en 2000 los ingresos medios por hogar en la localidad eran de $35,357 y los ingresos medios por familia eran $38,036. Los hombres tenían unos ingresos medios de $36,563 frente a los $26,875 para las mujeres. La renta per cápita para la localidad era de $14,898. Alrededor del 15.5% de la población estaban por debajo del umbral de pobreza.